# Ophiolepis irregularis
Ophiolepis irregularis is een slangster uit de familie Ophiolepididae.
De wetenschappelijke naam van de soort werd in 1888 gepubliceerd door Johannes Georg Brock.